# Svatopluk al II-lea al Moraviei
Svatopluk al II-lea (n. 884 d.Hr. – d. 906 d.Hr.), aparținând Dinastiei Mojmir, a fost coregent al Moraviei Mari și principe de Nitra între 894 și 899.

## Biografie
Svatopluk al II-lea a fost al doilea sau al treilea fiu al lui Svatopluk I și, conform cronicarului maghiar Simon de Keza, nepot al lui Morot, un principe polonez care a cârmuit Primul Țarat Bulgar și Moravia. Morot a ocupat regiunea Crișana. Fiul lui Morot, Svatopluk I, ar putea fi unul și același cu Menumorut.
Svatopluk și fratele său mai mare, Mojmir al II-lea, au încheiat pace în 894 cu regele Franciei Răsăritene, Arnulf de Carintia. 
Totuși, curând cei doi frați au intrat în conflict, fiecare încercând să preia cârmuirea Moraviei. Disputa lor a atins apogeul în iarna 898–899 când Arnulf de Bavaria și-a încurajat margrafii vecini cu Moravia Mare, s-o invadeze. Bavarezii au jefuit Moravia. După retragerea lor, Svatopluk al II-lea, care fusese sprijinit de bavarezi, a fost asediat de Mojmir al II-lea într-o cetate al cărei nume nu este cunoscut. Bavarezii s-au întors, l-au eliberat pe Svatopluk al II-lea și l-au dus în Bavaria. Nu se știe exact ce s-a întâmplat ulterior cu Svatopluk, dar se pare că el s-a întors în principatul său în 901 și a murit în 906 în luptele cu maghiarii, care începuseră să invadeze Bazinul Carpaților în 896. 
Sursele istorice nu conțin mențiuni exacte despre Mojmír al II-lea, Svatopluk al II-lea sau posibilii lor succesori.
În ceea ce privește luptele împotriva maghiarilor, Svatopluk al II-lea este deseori confundat cu tatăl său, Svatopluk I.